# ロリータアニメ
『ロリータアニメ』とはワンダーキッズが制作し、1984年2月から1985年5月にかけて販売した中島史雄原作のアダルトアニメ。史上初の成人向けOVAであり、百合・BDSM・ロリコンといった要素が含まれている。
このシリーズの中には『レモンピープル』『漫画エロトピア』『漫画エロジェニカ』で掲載していた作品を原作とするものが含まれていた。

## 作品概要
第1作『雪の紅化粧 〜少女薔薇刑〜』と第2作『何日子の死んでもいい 〜いけにえの祭壇』は原作者・中島史雄の絵柄に近い劇画調の作画となっていたが、売れ行き不振に終わった。
3作目となる『仔猫ちゃんのいる店』は前作の不評を考慮し、原作の絵柄とはかけ離れたアニメ調の作画で描かれた。ワンダーキッズは同作を制作するにあたり、中島の意向を確認したところ、中島はヒロインであるMIUを見て「かわいくていいじゃない」と絶賛し、同作は大きな人気を呼んだ。
5作目となる『サーフドリーミング』には『仔猫ちゃんのいる店』のヒロインであるMIUが再登場し、海辺を舞台に少年ウィリアムとの恋愛が描かれた。『サーフドリーミング』で採用されたキャラクターを複数回登場させるという手法は『くりいむレモン』の亜美の先駆けになったとされている。
『サーフドリーミング』発売当時、「アダルトアニメの火付け役としての役目は終わった」という理由でワンダーキッズは同作を最後にアダルトアニメの制作を中止すると述べていたが、その後、総集編とお蔵入りとなってた作品を収録した『シーサイドエンジェル MIU』が最終作として製作され、1985年5月25日に発売された。
その後、ワンダーキッズは同年10月21日発売の一般向け作品『酎ハイれもん LOVE30S』を最後にOVA製作とリリースから撤退し、ほどなく倒産した。

## サブタイトル
| 1巻 | ロリータアニメI：雪の紅化粧 〜少女薔薇刑〜              | 陸蒸気 |  | クニトシロウ          |  | 1984年2月21日  | 原作は『幼女と少女がもんちっち』に収録。第1話の初出は警視庁から摘発を受けた『漫画エロジェニカ』（海潮社）1978年11月号。これは刑法175条（猥褻図画頒布）に抵触して発禁となった初のエロ漫画誌である。 |
| 全2話収録で、各話15分。第1話『雪の紅化粧』は不良少年たちが女子学生を襲う内容になっており、第2話『少女薔薇刑』は男たちが借金のある少女をいたぶる内容になっている。                                       |                                                         |        |  |                       |  |                | |
| 2巻 | ロリータアニメII：何日子の死んでもいい 〜いけにえの祭壇 | 陸蒸気 |  | R. CHING クニトシロウ |  | 1984年5月1日   | |
| 全2話収録で、各話15分。第3話の『何日子の死んでもいい』はヒロイン何日子が強姦されかけ憧れの先輩に助けられて結ばれる内容になっており、第4話の『いけにえの祭壇』は少女たちの恋愛を描いた内容となっている。 |                                                         |        |  |                       |  |                | |
| | ロリータアニメIII：仔猫ちゃんのいる店                   | 陸蒸気 |  | Mickey増田            |  | 1984年7月21日  | 初出は『漫画エロトピア』1983年12月15日号（はじはじ号） |
| 全1話収録。ある男性とイメクラショップの従業員のMIUの出会いを描いた内容になっている。 |                                                         |        |  |                       |  |                | |
| 4巻 | ロリータアニメIV：変奏曲                                |        |  |                       |  | 1984年12月20日 | 原作は中島史雄の『制服の箱舟』。『いけにえの祭壇』より以前を描いてる。 |
| 全1話収録、30分。 |                                                         |        |  |                       |  |                | |
| 5巻 | ロリータアニメV：サーフドリーミング                     |        |  |                       |  | 1985年2月21日  | 同名の人物が出てくる『仔猫ちゃんのいる店』とは無関係。 |
| 全1話収録、30分。少年ウィリアムと少女MIUの恋愛を描いた内容。 |                                                         |        |  |                       |  |                | |
| 6巻 | ロリータアニメ集：シーサイドエンジェル MIU              |        |  |                       |  | 1985年5月25日  | 新作のブリッジを挟む前述の5巻からの映像を用いた総集編が収録されているほか、当初3巻に収録予定だった『生えいずる悩み』が収録されている。                                                             |
| 全1話収録、60分。 |                                                         |        |  |                       |  |                | |

## スタッフ
- プロデューサー - 高木秀隆
- 音響効果 - E&Mプランニングセンター
- アニメーション制作 - オカスタジオ ※クレジット表記無
- 製作・発売 - ワンダーキッズ

## 後世での評価
本作に対する否定的な評価が多数上がっており、The Anime Encyclopediaはこの作品において、（フィクション上の出来事ながらも）ヤクザのレイプシーンと未成年の少女たちのボンデージ・シーンが特に不愉快だったと評している。

## 関連文献
- 秋野宴「ロリータアニメの創り手たち」『ビデパル』（東京三世社）1985年1月号、82-84頁
- 近代映画社『映画の友増刊 ロリータアニメ ワンダーキッズ特集号』1985年3月15日発行
- 大洋図書『ミリオンムック85 ザ・美少女アニメ』1985年8月20日発行